# 橘樹神社 (横浜市)
橘樹神社（たちばな じんじゃ）は神奈川県横浜市保土ケ谷区天王町一丁目にある神社。素盞嗚尊を祀る。

## 社名
祇園社、牛頭天王社、天王宮、橘樹社と変遷し、大正10年（1921年）に橘樹神社となった。
当地名の天王町は、旧社名に由来する。

## 由緒
創建は文治2年（1186年） 、京都祇園社（現在の八坂神社）の分霊を勧請奉祀したと伝えられる。

## 社殿・境内

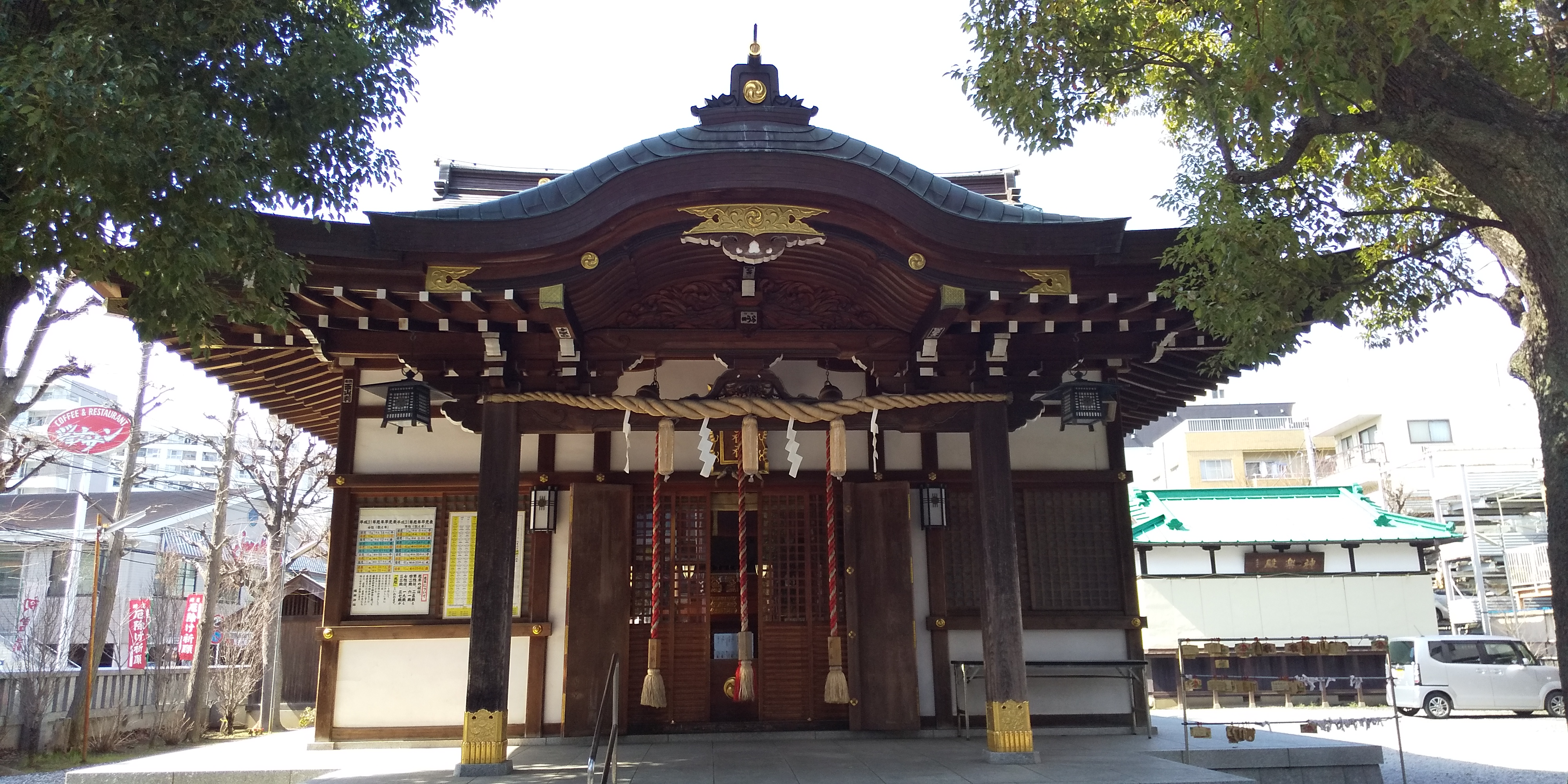

- 本殿：銅板葺神明造、昭和26年建立。

### 末社
- 神明社（天照大神）
- 稲荷大神
- 猿田彦大神

## 祭事・年中行事
- 例大祭：天王祭と呼ばれ、6月15日に近い土曜日日曜日に開催される。神輿や山車が出る夏祭。
- 天王町シルクロードアンティークバザール：毎月第4土曜日にリサイクル運動市民の会により境内で開催される。

## 所在地・交通
神奈川県横浜市保土ケ谷区天王町1-8-12
相模鉄道天王町駅下車、徒歩約5分。